# Ranohira (plaats)
Ranohira is een plaats en gemeente in Madagaskar in het district Ihosy, gelegen in de regio Ihorombe. Een volkstelling in 2001 telde het inwonersaantal op 5745 inwoners, waarvan de meeste tot de Bara behoren.
De plaats biedt enkel lager onderwijs aan en beperkt middelbaar onderwijs. Ook is er een supermarkt te vinden en een hotel dat vooral gebruikt wordt door toeristen die het nabijgelegen nationaal park Isalo bezoeken. 85% van de bevolking werkt als landbouwer, 10% leeft van de veeteelt en 5% heeft een baan in de dienstensector. Het belangrijkste landbouwproduct is rijst, andere belangrijke producten zijn pinda's en cassave.
Ranohira ligt aan de RN 7, op 26 kilometer afstand van Ilakaka en 93 kilometer vanaf Ihosy.

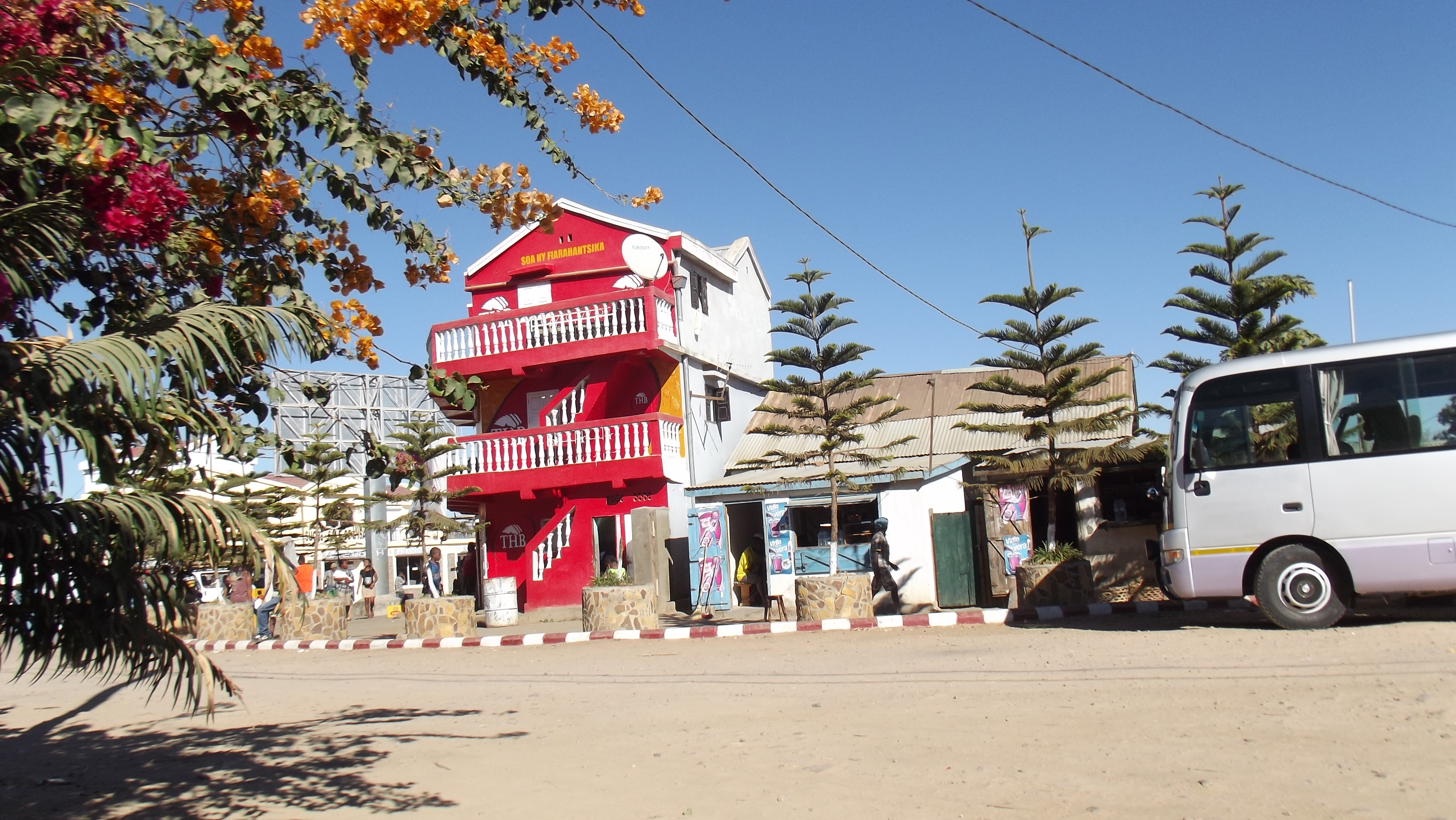
gebouw in Ranohira